# Свети Томаж
Свети Томаж (словен. Sveti Tomaž) је насељено место и седиште истоимене општине Свети Томаж, Подравска регија, Словенија.

## Историја
До територијалне реорганизације у Словенији био је у саставу старе општине Ормож.

## Становништво
У попису становништва из 2011. године, Свети Томаж је имао 284 становника.
| Број становника према пописима | Број становника према пописима | Број становника према пописима |
| ------------------------------ | ------------------------------ | ------------------------------ |
| 1991                           | 2002                           | 2011                           |
| 254                            | 277                            | 284                            |

Напомена: До 1955. исказивано под именом Свети Томаж при Орможу, затим до 1993. године. Томаж при Орможу. Године 2011. извршена је мала размена територија између насеља Корачице и Свети Томаж.